# Wiekowo (Darłowo)
Wiekowo (deutsch Alt Wieck) ist ein Dorf in der Landgemeinde (gmina wiejska) Darłowo (Rügenwalde) im Powiat Sławieński (Schlawe) der polnischen Woiwodschaft Westpommern.

## Geographische Lage
Die Ortschaft liegt in Hinterpommern, etwa 14 Kilometer südlich der Ostseestadt Darłowo.
Zum Ort führt eine Nebenstraße, die Pękanino (Panknin) an der Landesstraße 6 (Europastraße 28) Stettin–Danzig mit Gleźnowo (Steinort) an der Woiwodschaftsstraße 203 Koszalin (Köslin)–Darłowo–Ustka (Stolpmünde) verbindet. Wiekowo ist Bahnstation an der Bahnstrecke Gdańsk–Stargard.

## Geschichte

Alt Wieck (A. Wieck) südlich der Ostseestadt Rügenwalde und südwestlich der Stadt Schlawe auf einer Landkarte von 1910.

Alt Wieck gehörte bis zur Reformation 1535 in Pommern zum Kloster Buckow. Danach wurde es dem herzoglichen Amt Rügenwalde übereignet. Seine Geschichte ist eng mit der der Gemeinde Wieck (heute polnisch: Wiekowice) verknüpft, durch die es bis 1945 zum Amtsbezirk Eventin (Iwięcino) im Landkreis Schlawe i. Pom. im Regierungsbezirk Köslin gehörte. Durch die Zugehörigkeit zu Wieck war Alt Wieck standesamtlich mit Abtshagen (Dobiesław) verbunden.
Alt Wieck erhielt durch den Ausbau der Bahnstrecke Stettin–Köslin bis nach Schlawe 1870 wirtschaftlich großen Auftrieb durch den hier angelegten Bahnhof. Er wurde Verladestation für die Dörfer Wieck (Wiekowice), Abtshagen, Neuenhagen Abtei (Jeżyczki), Pirbstow (Przystawy), Martinshagen (Grabowo), Panknin (Pękanino), Nemitz (Niemica), Göritz (Gorzyca), Kuhtz (Kusice), Klein- und Groß Soltikow (Sulechówko und Sulechowo) sowie Zitzmin (Sieciemin). An den Viehabnahmetagen der diversen Viehhändler bildeten die bäuerlichen Fuhrwerke lange Schlangen. Das Nutzvieh wurde in die Bahnwaggons mit den Zielen Stettin und Berlin verladen. Auch anderweitige landwirtschaftliche Produkte fanden über Alt Wieck ihren Weg zum städtischen Verbraucher.
Alt Wieck selbst konnte in großer Zahl bis 1945 alle wesentlichen Gewerbebetriebe aufbieten, außerdem eine Gendarmeriestation, eine Bahnstation und eine Zahnarztpraxis.
Gegen Ende des Zweiten Weltkriegs  wurde Alt Wieck  am 5. März 1945  von der Roten Armee besetzt und anschließend Teil Polens.

## Kirche
Alt Wieck gehörte bis 1945 zum evangelischen Kirchspiel Abtshagen und war mit der Abtshagener Dorfkirche verbunden. Das Kirchspiel lag im Kirchenkreis Rügenwalde der Kirchenprovinz Pommern der Kirche der Altpreußischen Union. Letzter deutscher Geistlicher war Pfarrer Friedrich Jahn.
Auch heute ist das frühere Abtshagen als Dobiesław Pfarramtssitz der nun allerdings polnisch-katholischen Parafia. Die evangelischen Einwohner betreut das Pfarramt in Koszalin in der Diözese Pommern-Großpolen der polnischen Evangelisch-Augsburgischen (d. h. lutherischen) Kirche. 

## Schule
Die Kinder aus Alt Wieck und der Wohnsiedlung am Bahnhof besuchten die Schule I in Wieck. Letzter Schulleiter vor 1945 war Lehrer Gramzow.